# Petar Krpan
Petar Krpan est un footballeur international croate né le 1er juillet 1974 à Osijek. Il était attaquant.

## Palmarès

### Sporting Portugal
- Champion du Portugal en 2000.

### NK Zagreb
- Champion de Croatie en 2002.

### Hajduk Split
- Champion de Croatie en 2004.
- Vainqueur de la Coupe de Croatie en 2003.

### HNK Rijeka
- Vainqueur de la Coupe de Croatie en 2006.

### Croatie
- 3 sélections et 0 but avec l'équipe de Croatie.
- Troisième de la Coupe du monde 1998 avec la Croatie (1 match).